# Baqiabad
Baqiabad es una ciudad censal situada en el distrito de Delhi noreste,  en el territorio de la capital nacional,  Delhi (India). Su población es de 14429 habitantes (2011). 

## Demografía
Según el censo de 2011 la población de Baqiabad era de 14429 habitantes, de los cuales 7624 eran hombres y 6805 eran mujeres. Baqiabad tiene una tasa media de alfabetización del 77,53%, inferior a la media estatal del 86,21%: la alfabetización masculina es del 83,48%, y la alfabetización femenina del 70,88%.